# Back on the chain gang
Back on the chain gang (Nederlands: Terug als dwangarbeider) is een single van The Pretenders uit het najaar van 1982.

## Geschiedenis
In wezen bestond de muziekgroep The Pretenders ten tijde van de opnames van dit nummer niet meer. Basgitarist Pete Farndon was ontslagen vanwege zijn drugsgebruik, gitarist James Honeyman-Scott had net een overdosis genomen en Chrissie Hynde was zwanger. Hynde schreef het nummer met de gitarist in gedachten en droeg het ook aan hem op. In de AIR Studio werden Billy Bremner van Rockpile en Tony Butler van Big Country gevraagd de aanvullende partijen in te spelen. Martin Chambers, destijds enig ander lid van The Pretenders, deed zijn drumwerk. Muziekproducent was Chris Thomas, die The Pretenders bij hun vroege carrière hielp en Steve Churchyard als geluidstechnicus.
De eerste opnames vonden plaats in een livesetting, maar er moest nog veel aan gesleuteld worden. Hynde nam haar zang later opnieuw op, waarbij ook haar achtergrondzang erin werd geplaatst. Alhoewel er hamerklanken te horen zijn, zijn er geen hamers gebruikt. The Pretenders maakten het hamergeluid door met metaal te slaan op hun microfoonstandaards.
Pas in 1984 verscheen een nieuw album van The Pretenders, daarop kwam ook dit nummer terecht. Voorts is het te horen in de film The King of Comedy. De melodie werd later gebruikt door Selena in haar nummer Fotos y recuerdos.

## Bijzonderheden
George Harrison, gitarist van The Beatles vertelde aan het blad Guitar Player, dat The Pretenders in dit nummer een akkoord gebruiken dat hij had bedacht voor het Beatles-nummer I Want to Tell You, een dominantseptimeakkord op E, met daarboven een F. Harrison had dat akkoord daarna nooit meer gehoord behalve in Back on the chain gang. Sam Cooke gebruikte eveneens hamergeluiden in zijn lied Chain gang.

## Hitnoteringen
In thuisland de Verenigde Staten stond de single vierentwintig weken in de Billboard Hot 100 en piekte op positie 5. In het Verenigd Koninkrijk stond de plaat 9 weken genoteerd in de UK Singles Chart met een piek op de 17e positie.
In Nederland werd de plaat veel gedraaid op Hilversum 3 en werd een radiohit in de destijds drie landelijke hitlijsten op de nationale publieke popzender. De plaat bereikte de 30e positie in de Nederlandse Top 40, de 31e positie in de Nationale Hitparade en piekte op de 22e positie in de TROS Top 50. In de Europese hitlijst op Hilversum 3, de TROS Europarade, werd géén notering behaald.
In België bereikte de single de 34e positie in de voorloper van de Vlaamse Ultratop 50. In de Vlaamse Radio 2 Top 30 en in de Waalse hitlijst werd géén notering behaald.
In de sinds december 1999 jaarlijks uitgezonden NPO Radio 2 Top 2000 van de Nederlandse publieke radiozender NPO Radio 2, stond de plaat alleen in 2000 genoteerd op een 1482e positie.

### Nederlandse Top 40
| Positie: | 36 | 31 | 30 | 32 | 35 | 39 | uit |

### Nationale Hitparade
| Positie: |  | 36 | 31 | 34 | 33 | 38 | uit |

### TROS Top 50
Hitnotering: 14-10-1982 t/m 18-11-1982. Hoogste notering: #22 (1 week).

### Vlaamse Ultratop 50
| Positie: | 34 | 35 | uit |

### NPO Radio 2 Top 2000
Back on the Chain Gang stond alleen in 2000 in de NPO Radio 2 Top 2000, op plek 1482.